# Holocerina digennariana
Holocerina digennariana is een vlinder uit de onderfamilie Saturniinae van de familie nachtpauwogen (Saturniidae). De wetenschappelijke naam van de soort is voor het eerst geldig gepubliceerd in 2008 door Philippe Darge.

## Type
- holotype: "male. VII-2007. leg. C. Di Gennaro, Genitalia N° 726 Ph. Darge 2008"
- instituut: Collectie Philippe Darge in Clénay, Frankrijk.
- typelocatie: "Ethiopië, Shashemene (Arsi), 2 000 m"